# Al-Akhdood

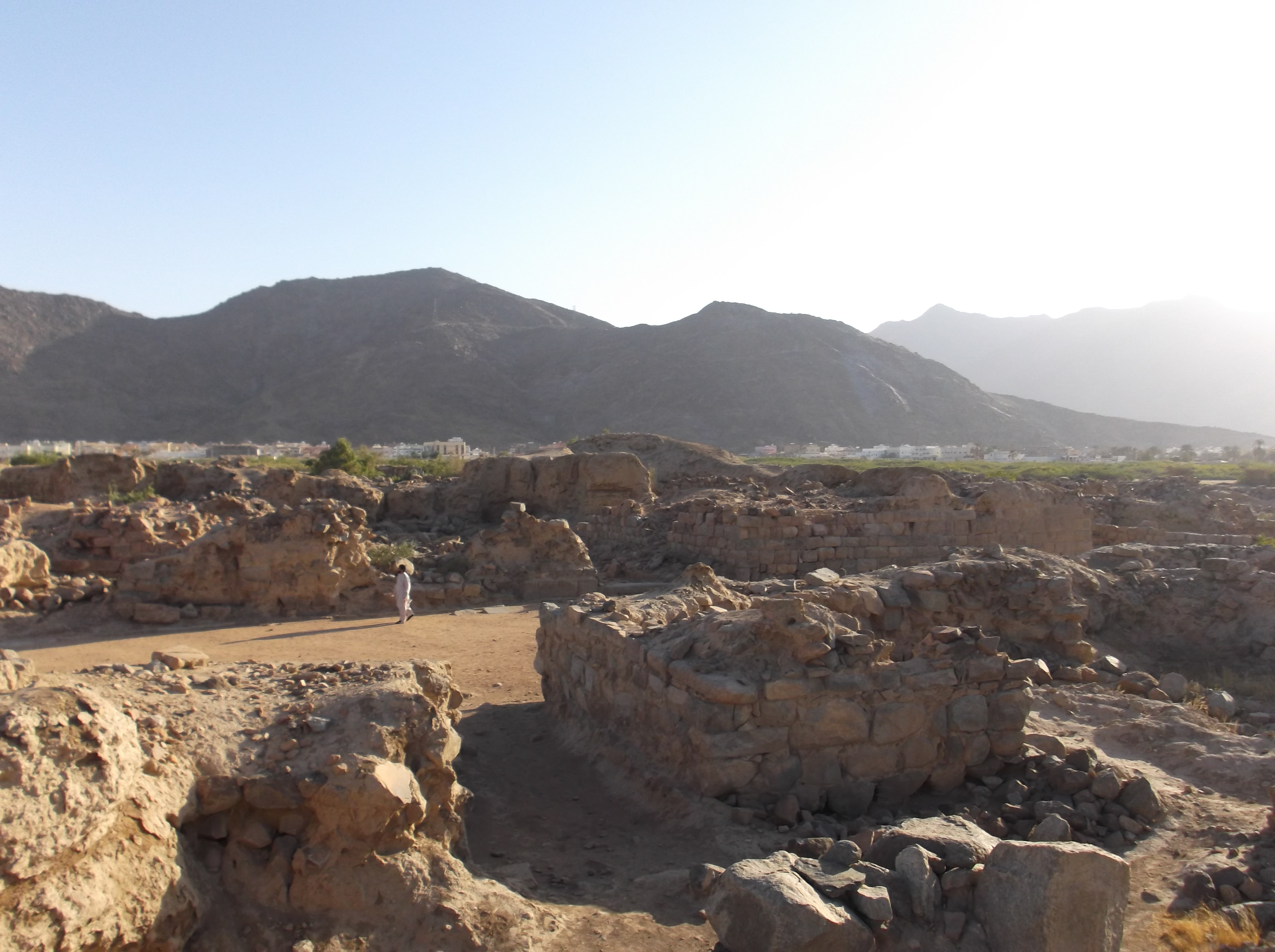
Ruines

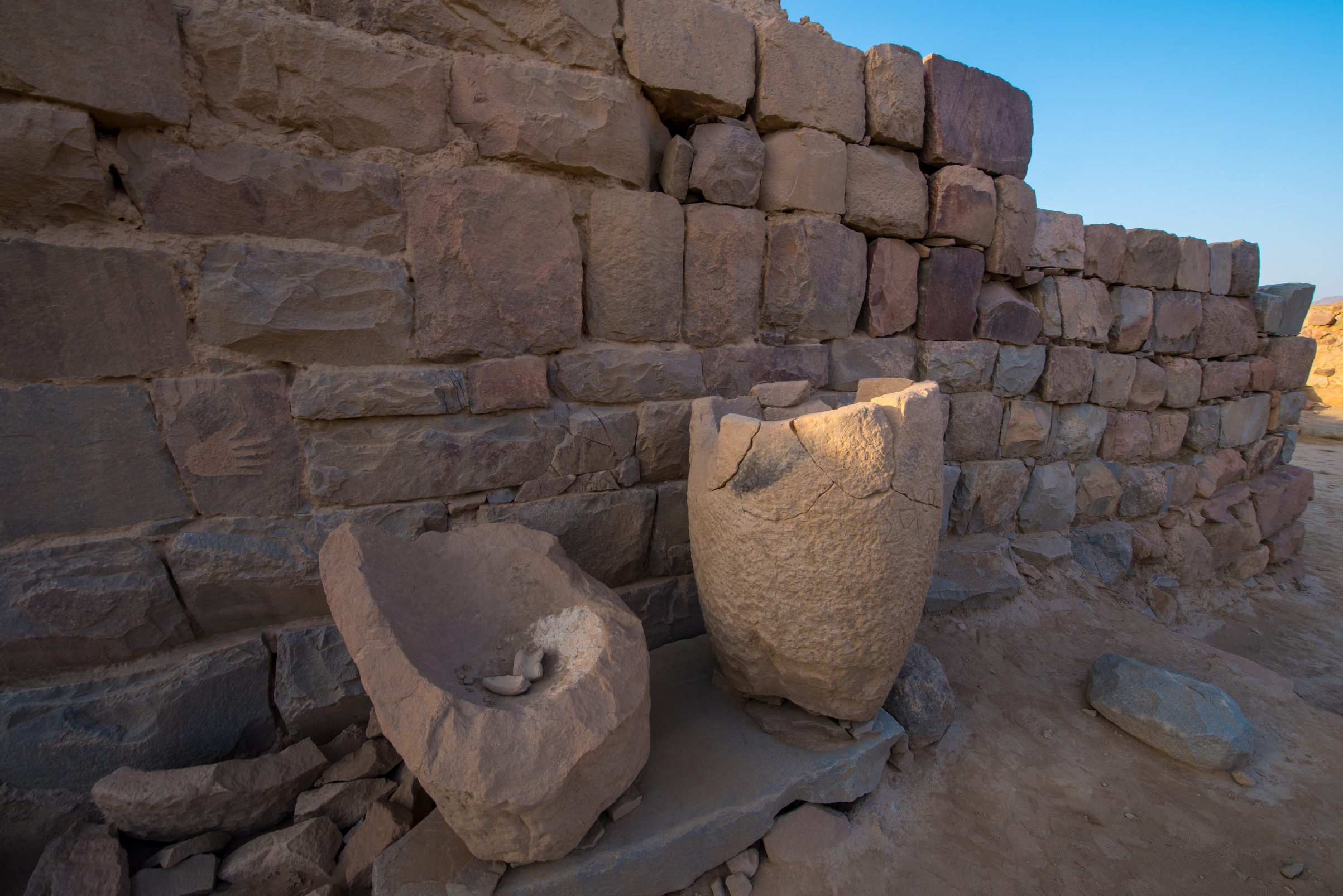
Mur et récipients

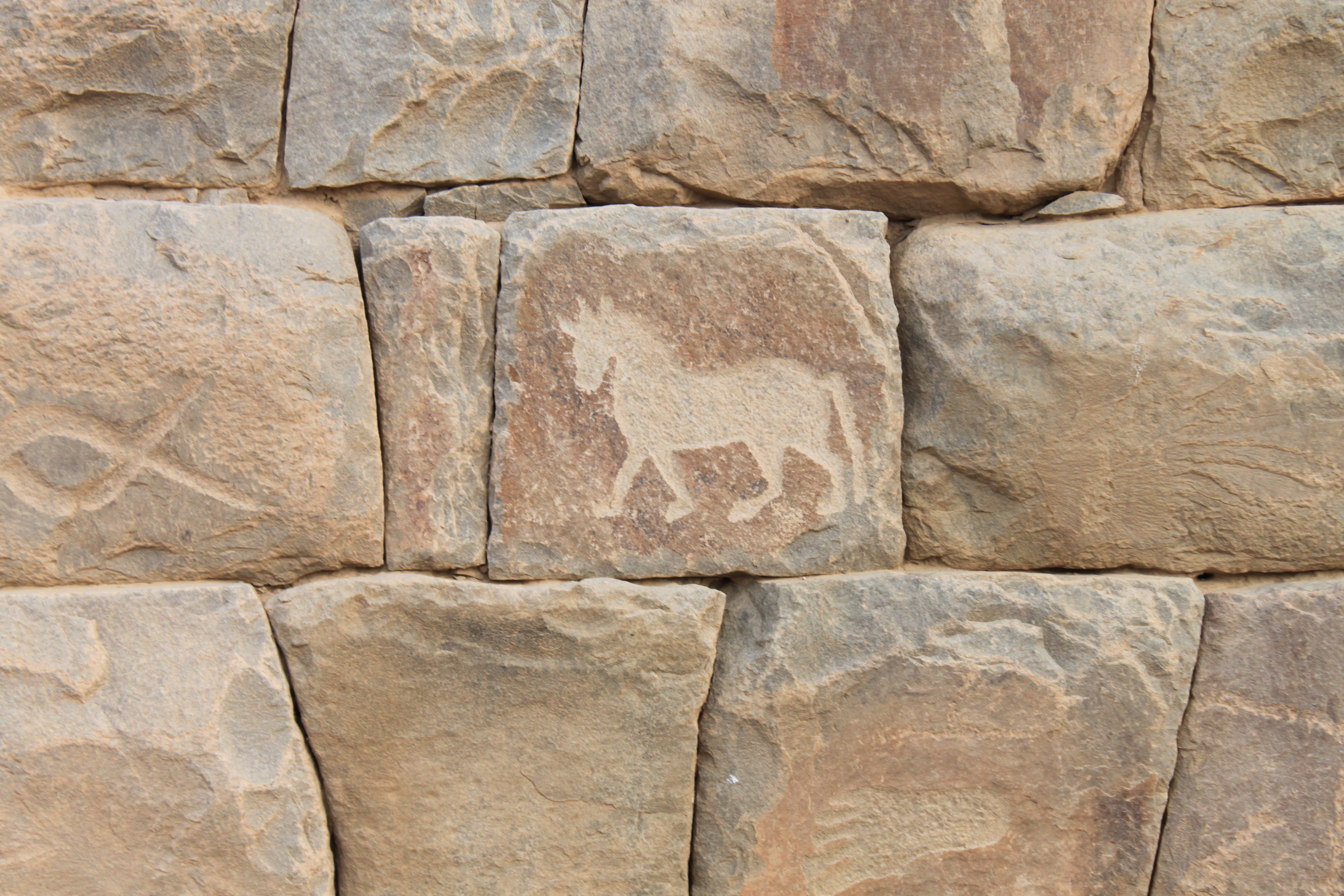
Gravures sur mur

Al-Akhdood (arabe : الأخدود, le feu), est un site archéologique du sud de l'Arabie saoudite, de la région de Najran, à environ 1 300 km au sud de Riyad. La ville elle-même aurait été fondée voici près de 2 000 ans. Le Coran, dans le chapitre d'Al-Buruj, rapporte une histoire de martyrs chrétiens jetés dans le feu. 
L'exploration, menée par des historiens saoudiens, commencée en 1997, a amené la découverte de nombreux objets antiques, et surtout l'emplacement d'un lieu de punition (par le feu) de personnes converties au christianisme, à l'époque du royaume de Himyar.